# 히메마쓰 정류장
히메마쓰 정류장(일본어: 姫松停留場, ひめまつていりゅうじょう)은 일본 오사카부 오사카시 아베노구에 있는 한카이 전기 궤도 우에마치 선의 정류장이다. 역 번호는 HN06이다.
구마노 가도와 난코도리의 교점으로 히메마쓰 교차점 바로 옆에 있어 데즈카야마와 배전이라고 불리는 지역의 일각에 존재한다.

## 역사
- 1900년 11월 29일: 영업 개시.

## 역 구조
상대식 승강장 2면 2선의 구조이다. 플랫폼은 상하행선 모두 히메마쓰 사거리 북쪽의 대각선에 배치되어 있다. 또한, 방치 자전거가 파묻히는 것이 많지만, 덴노지 역 방향으로는 안전 지대 바로 옆의 교차점 모퉁이에 대합실이 있다.

### 승강장
| 상행 | ■ 우에마치 선 | 덴노지 역앞 방면                                        | 덴노지 역앞 행                 |
| 하행 | ■ 우에마치 선 | 스미요시・아비코미치・하마데라 역앞 방면 한카이 선 직통 | 아비코미치 행 하마데라 역앞 행 |

## 역 주변
- 간사이 사회 복지 전문학교
- 간사이 전력 데즈카야마 변전소
- 마쓰모토기요시 데즈카야마점
- 미쓰비시도쿄UFJ은행 기타바타케 지점
- 야마야 데즈카야마점
- 데즈카야마 병원
- 아베노 신사

## 사진

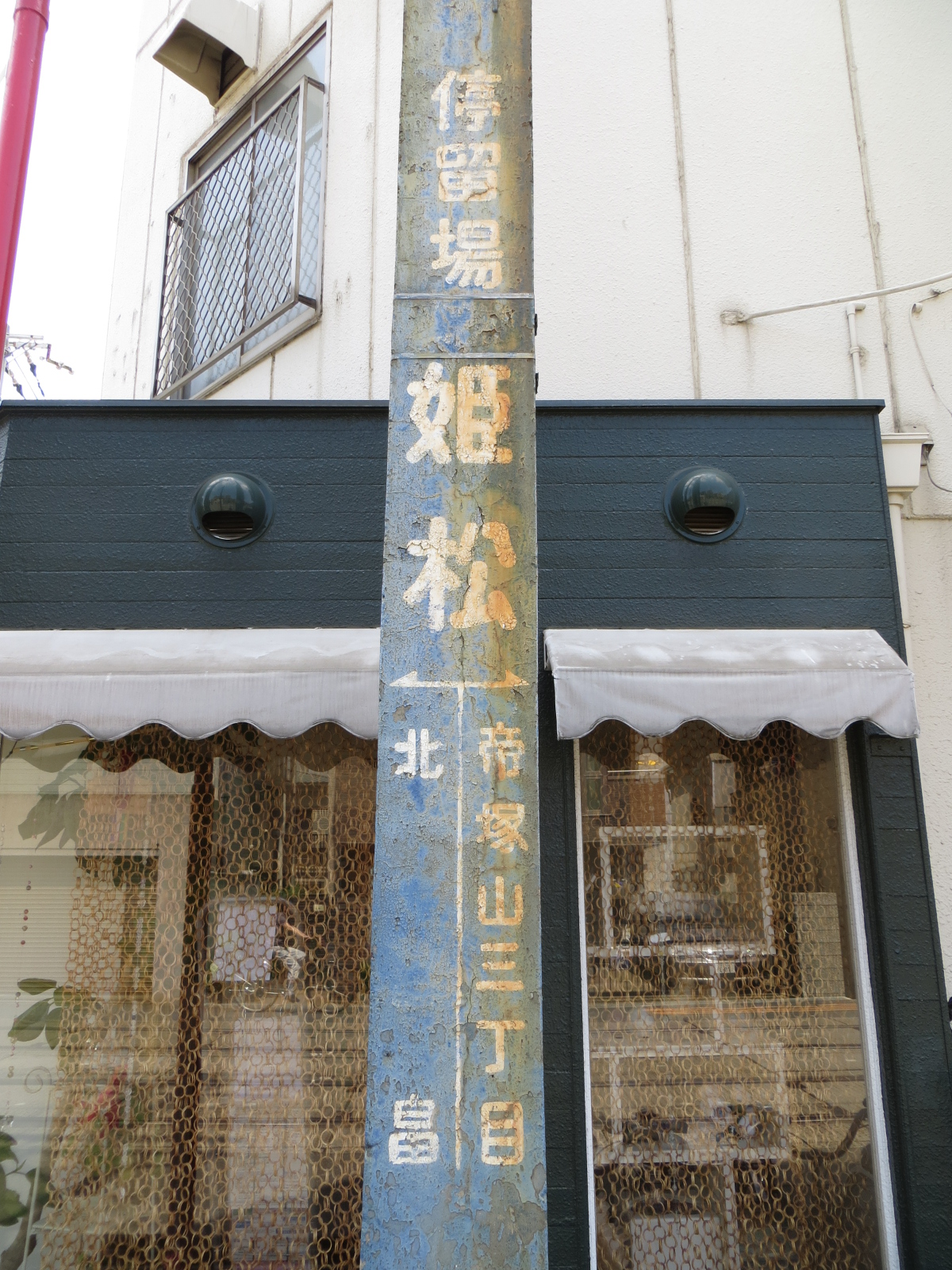
기둥 역명판
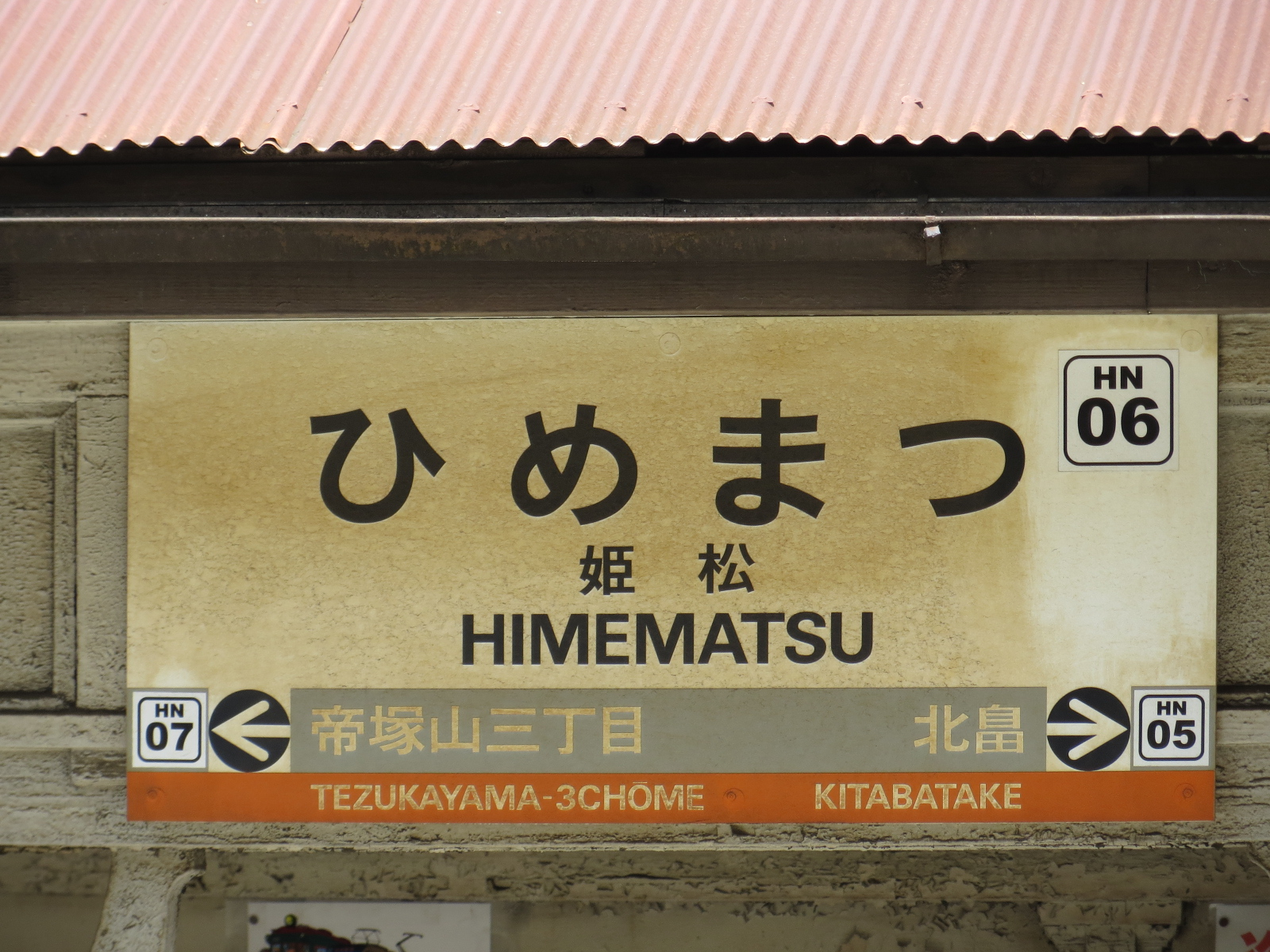
달대형 역명판

## 인접역
| 한카이 전기 궤도 ■ 우에마치 선   | 한카이 전기 궤도 ■ 우에마치 선 | 한카이 전기 궤도 ■ 우에마치 선      |
| -------------------------------- | ------------------------------ | ----------------------------------- |
| HN05 기타바타케 덴노지 역앞 방면 |                                | 데즈카야마 3초메 HN07 스미요시 방면 |